# Koziołek do cięcia drewna

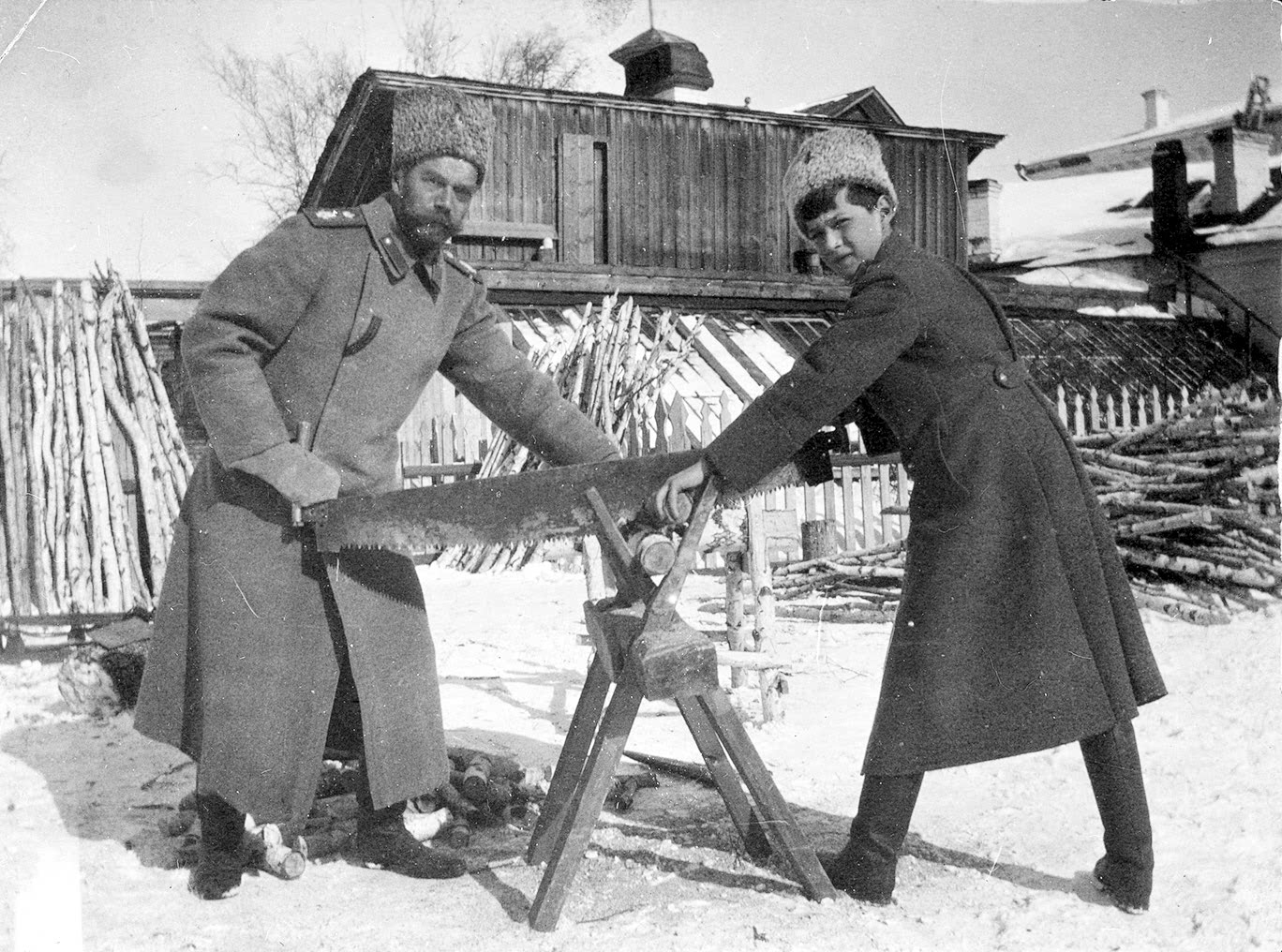
Zdjęcie z 1917 r. cięcie przy pomocy kozła

Koziołek lub kozioł – stojak ułatwiający piłowanie drewna, najczęściej są to deski zbite na skos, w kształcie litery X połączone poprzeczkami.
Użycie koziołka pozwala znacznie ułatwić i przyśpieszyć cięcie drewna, kiedy pilarz pracuje samodzielnie (zarówno przy użyciu ręcznych pił i pilarek łańcuchowych), ponieważ przyrząd przytrzymuje i zapobiega obracaniu się drewna.

## Konstrukcja
Klasyczny kozioł zbudowany jest z drewna (nowoczesne modele są aluminiowe lub stalowe). Belki lub deski zbija się za pomocą gwoździ w kształt litery X. Następnie takie dwa, trzy (lub więcej) komplety łączy się za pomocą kolejnych desek, w taki sposób aby całość zachowała odpowiednią sztywność i wytrzymała ciężar piłowanego drewna.
Urządzenie jest szczególnie przydatne podczas cięcia gałęziówki na opał oraz grubszych kłód.